# Bow Low
Bow Low est un groupe de rock indépendant français, originaire de L'Aigle, en Basse-Normandie. Ils font paraître un premier LP intitulé Rockelectricband en 2008, suivi d'un EP intitulé What? en 2011, puis un second LP, 30W 10W, en 2012. Leur musique est protéiforme et emprunte à la fois au rock, à la new wave et au lyrisme des bandes originales composées par Ennio Morricone.
Le 6 décembre 2012, le festival des Rencontres Trans Musicales programme Bow Low qu'il décrit comme un groupe « Inclassable, bordélique, visionnaire. » Plusieurs festivals comme le Printemps de Bourges, Les Papillons de nuit, Musilac, Les Déferlantes ou encore le festival Beauregard programment Bow Low en 2013. En 2015, Bow Low compte trois albums et un EP. En 2016, les cinq membres annoncent la séparation du groupe en 2016, et la création d'un nouveau projet musical baptisé Cannibale.

## Biographie
Bow Low sort son premier album, intitulé Rockelectricband, en 2008 aux labels Daruma Productions et Anticraft. Un album influencé par la scène punk rock et post-punk. Le chant est tantôt anglais, tantôt français. Pour ce premier album, Henri-Jean Debon (réalisateur des clips de Noir Désir, Sinead 0′Connor, Luke, Dionysos…) réalise Take The Money au sein du LCD videosystem. En 2011, Bow Low sort son EP What? Le groupe y fait référence à Ennio Morricone, notamment sur le premier titre 1000 Horses. Sur cet EP, les styles sont aussi variés que le rock, la new wave et la pop.
En octobre 2012, Bow Low sort un nouveau single Little River (extrait de son album 30W 10W) qui sera choisi par Because Music et Les Inrockuptibles pour paraître sur la compilation Inrocks Lab (Because Music ; 2012) à la suite du concours Inrocks Lab/Because Music. En novembre 2012, Bow Low sort son nouvel album 30W 10W (TFT Label/MVS) en partie financé par les internautes. 30W 10W est un album protéiforme et emprunte à la fois au rock, à la new wave et au lyrisme des bandes originales composées par Ennio Morricone. Les Inrockuptibles décrivent alors Bow Low comme un groupe « doué et indocile. » Le 6 décembre 2012, le groupe est programmé au festival des Rencontres Trans Musicales. Le journal Libération lui consacre un article. En 2013, Bow Low est programmé sur plusieurs festivals tels que : le Printemps de Bourges, les Artzimutés ou encore le festival Papillons de Nuit.
En juillet 2013, Le festival Normand Beauregard programme Bow Low et parraine le groupe sur les festivals de Musilac et les Déferlantes de la même année. En octobre 2013, Bow Low est choisi par la SMAC, Le Big Band Café, et la Saison Musicale d'Hérouville St Clair, pour jouer son répertoire avec l'orchestre symphonique d'Hérouville St Clair à l'occasion des 20 ans du BBC.
En 2015, le groupe revient avec un deuxième album intitulé Summer Memories, qui marque un tournant artistique. « On partage nos découvertes musicales et nous ne nous fermons aucune porte », explique le chanteur Nicolas. L'album est publié aux labels Because Music et TFT Label. Cette sortie s'accompagne des clips des morceaux Kabuki Dance et Love is Chemical. Par la suite, le groupe est annoncé en concert au BBC lundi 8 juin, et place Reine-Mathilde pour la Fête de la musique, à Caen, le dimanche 21 juin 2015. 
À la mi-2016, Bow Low annonce sur sa page Facebook sa séparation après trois albums et deux EP. « [...] nous avons joué presque partout en France et quelques pays d’Europe. On a fait de superbes rencontres et on s’est bien marré ! Merci à tous pour votre soutien, en particulier à TFT Label. » Au début de 2017, les cinq membres annoncent l'arrivée d'un nouveau projet baptisé Cannibale.

## Membres

### Derniers membres
- Nicolas Camus — chant
- Manuel Laisné — guitare
- Gaspard Macé — clavier
- Antoine Simoni — Basse
- Cyrill Maudelonde — Batterie

### Anciens membres
- Olivier Legoupil — clavier
- Charley Gibot — basse
- Johann Delaunay — batterie